# Обичайно право
Обичаите (обичайните норми) се признават за източници на правото не навсякъде, не във всички държави, и при това в ограничен кръг на правните отношения.
Специфичната роля на обичайното право се забелязва в недиференцираните правни системи, където правният обичай, доктрина и закон се конкурират помежду си. Макар че се наблюдава в различните държави, ползващи се от обичайното право, има разделение на сферите – регулиране, на вида нормирани обществени отношения от страна на вида указани източници на правото.
|  | Тази страница частично или изцяло представлява превод на страницата „Правовой обычай“ в Уикипедия на руски. Оригиналният текст, както и този превод, са защитени от Лиценза „Криейтив Комънс – Признание – Споделяне на споделеното“, а за съдържание, създадено преди юни 2009 година – от Лиценза за свободна документация на ГНУ. Прегледайте историята на редакциите на оригиналната страница, както и на преводната страница, за да видите списъка на съавторите. ВАЖНО: Този шаблон се отнася единствено до авторските права върху съдържанието на статията. Добавянето му не отменя изискването да се посочват конкретни източници на твърденията, които да бъдат благонадеждни. |